# Republikschutz-Verordnung
Republikschutz-Verordnung ist die Kurzbezeichnung für mehrere Notverordnungen, die zu Beginn der 1920er Jahre gemäß Art. 48 der Weimarer Verfassung erlassen wurden. Vorangegangen war eine Reihe von Anschlägen auf politische Repräsentanten der Weimarer Republik. 

## 1921
Die von Reichspräsident Friedrich Ebert erlassenen Verordnungen vom 29. August und 28. September 1921 waren Maßnahmen zur „Wiederherstellung der öffentlichen Sicherheit und Ordnung“.
Die September-VO hob die VO vom 29. August auf. Vorausgegangen waren die Ermordung des USPD-Führers und bayerischen Landtagsabgeordneten Karl Gareis (9. Juni) sowie die Ermordung des ehemaligen Reichsfinanzministers Matthias Erzberger (26. August). Gegengezeichnet wurden die Verordnungen von der Reichsregierung. Sie richteten sich gegen antirepublikanische Versammlungen, Druckerzeugnisse und Vereinigungen. Doch der Reichstag verlangte bereits am 16. Dezember, auch die Verordnung vom 28. September wieder aufzuheben.

## 1922
Am 4. Juni 1922 überlebte der ehemalige Reichskanzler Philipp Scheidemann ein Attentat, am 24. Juni 1922 ermordeten Rechtsradikale Reichsaußenminister Walther Rathenau. Der Reichspräsident erließ am 26. und 29. Juni 1922 erneut zwei Verordnungen, die erstmals den Titel „Verordnung zum Schutze der Republik“ trugen. Die erste vom 26. Juni wiederholte die Bestimmungen der vorherigen und richtete einen gesonderten Staatsgerichtshof zum Schutze der Republik ein. Die zweite Verordnung listete neue Straftatbestände auf. Im Kabinett entstand Streit, weil Reichsjustizminister Gustav Radbruch sowie Reichskanzler Joseph Wirth die Verordnung dahingehend interpretierten, dass sie nur gegen den Rechtsradikalismus gerichtet seien. Auch im Reichstag gab es Protest gegen diese Interpretation, doch in der Folge wurden die Maßnahmen nur gegen Organisationen von rechts angewandt.

## Gesetz zum Schutz der Republik
Den Verordnungen folgte am 21. Juli 1922 ein formelles Gesetz, das Republikschutzgesetz.